# Margaret Zziwa
Margaret Nantongo Zziwa (Kampala, 1963) é uma política e legisladora ugandense. Serviu como Presidente da 3ª Assembleia Legislativa da África Oriental (EALA) em Arusha, na Tanzânia. Foi eleita para servir nessa função em junho de 2012.
Ela perdeu o cargo em decorrência de um Impeachment em 17 de dezembro de 2014, com base em má conduta e abuso do cargo.[3] No entanto, mais tarde foi concedida uma indenização por remoção ilegal.

## Biografia
Filha de Charles Mugerwa e Josephine Mugerwa, ela nasceu em Mpererwe, um subúrbio de Kampala, em 1963. É bacharel em Economia e pós-graduada em Educação pela Universidade de Makerere, instituição de ensino superior mais antiga de Uganda. Um de seus mestrados, obtido também na Makerere, é o Mestrado em Estudos de Gênero e Mulheres. Ela também possui outro mestrado, o Master of Arts em Estudos de Política Social, da Universidade de Stirling, no Reino Unido.
Entre 1993 e 1995, ela serviu como membro da Assembléia Constituinte que elaborou a Constituição Ugandense de 1995. De 1996 a 2006, ela serviu dois mandatos consecutivos no Parlamento de Uganda como membro do parlamento feminino do distrito de Kampala. Durante as eleições de 2006, ela perdeu seu assento parlamentar para o atual presidente, Nabilah Naggayi Sempala.
Desde 2007, ela serviu como um dos nove legisladores ugandenses na Assembleia Legislativa da África Oriental (EALA), o braço legislativo da Comunidade da África Oriental. Em junho de 2012, ela foi eleita para atuar como presidente da EALA por um período de cinco anos.